# Cephalocyclus mexicanus
Cephalocyclus mexicanus är en skalbaggsart som beskrevs av Edgar von Harold 1862. Cephalocyclus mexicanus ingår i släktet Cephalocyclus och familjen Aphodiidae. Inga underarter finns listade.